# Samaritana

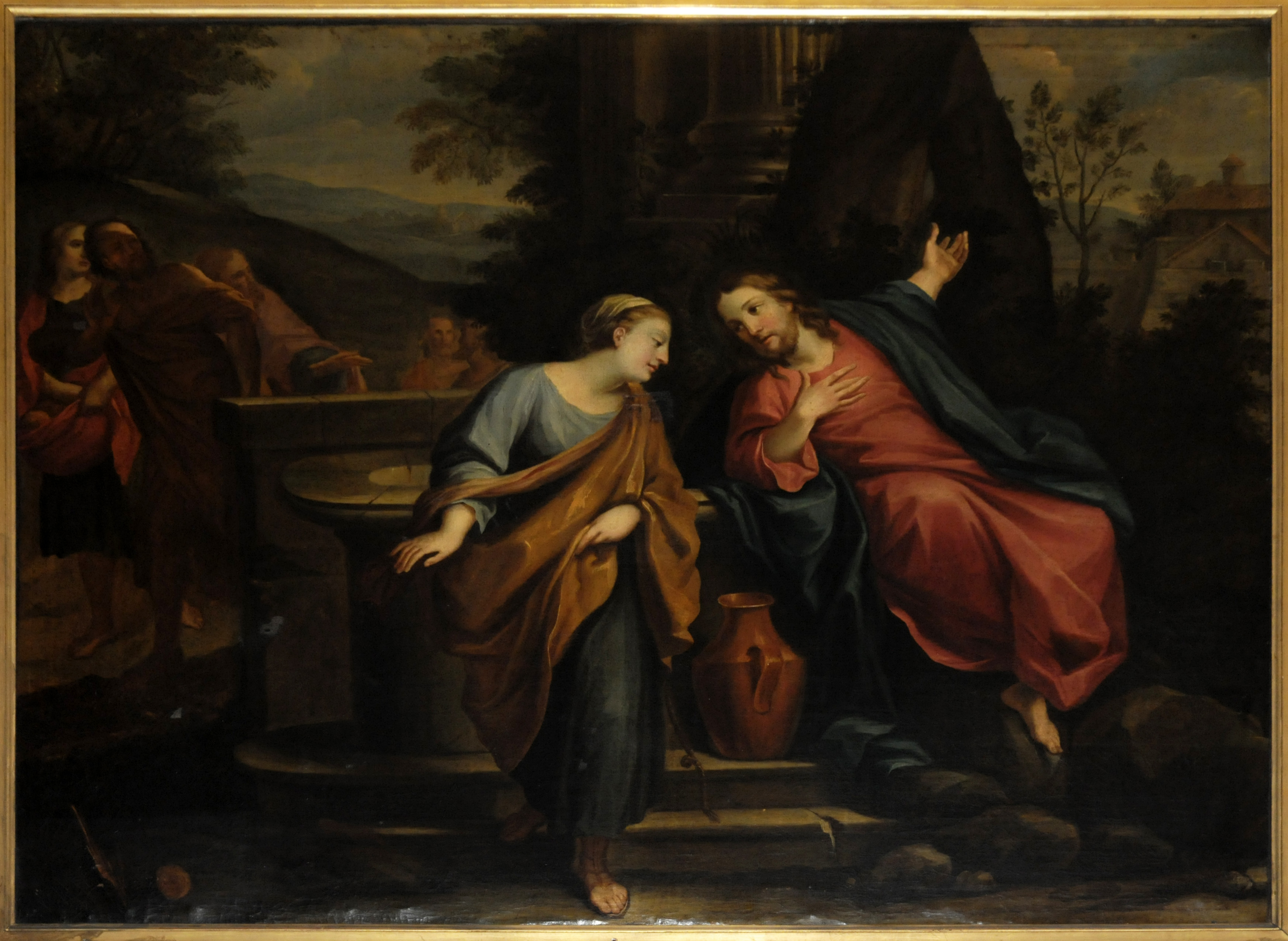
Cristo e la Samaritana, scuola francese del XVII secolo, chiesa di Saint-Leu-Saint-Gilles di Parigi

La samaritana è un personaggio del Vangelo secondo Giovanni, con cui Gesù ha un colloquio presso il pozzo di Giacobbe.

## Descrizione dell'episodio
Secondo il racconto evangelico Gesù, recandosi dalla Giudea alla Galilea, dovette attraversare la Samaria. («Giunse pertanto ad una cittadella Samaria chiamata Sicar, vicina al terreno che Giacobbe aveva dato a Giuseppe suo figlio: qui c'era il pozzo di Giacobbe.») Fermatosi accanto al pozzo per riposarsi, Gesù vide giungere una samaritana ad attingervi acqua e le chiese da bere. La samaritana, avendolo riconosciuto come giudeo, si meravigliò e gli chiese come mai un giudeo si rivolgesse ad una samaritana (i samaritani non erano ben visti dai giudei). Al che Gesù offrì alla donna, di rimando, «…acqua viva […]» grazie alla quale «…chi ne berrà non avrà mai più sete, anzi […] diventerà in lui sorgente di acqua che zampilla per la vita eterna». Gesù quindi chiese alla Samaritana: «…vai a chiamare tuo marito e poi torna qui». Alla risposta della donna di non avere marito, Gesù ribatté: «…infatti hai avuto cinque mariti e quello che hai ora non è tuo marito». Sbalordita per la conoscenza che Gesù dimostrava sulla sua vita, la samaritana tornò in città annunciando di aver incontrato forse il Messia. Molti samaritani accorsero da Lui e, dice l'Evangelista, « [...] credettero in lui per le parole della donna […] e lo pregarono di fermarsi con loro ed egli vi rimase due giorni».
Tutta la narrazione ha una forte valenza metaforica:
- l'incontro con la samaritana ha il significato simbolico dell'innovazione portata da Cristo che offre la buona novella anche a chi non è considerato ebreo puro, e che peraltro, sembra comprendere qui il messaggio di Cristo meglio di come lo comprendevano gli israeliti tradizionali
- l'acqua che Cristo offre, in alternativa a quella del pozzo tradizionale, è simbolo della nuova Legge, che sostituisce l'antica
- i cinque mariti della samaritana riecheggiano il tradimento del popolo, che, nonostante la predicazione dei sacerdoti « [...] si fabbricò i suoi dei e li mise nei templi delle alture costruite dai Samaritani [...] Venerarono anche il Signore: si scelsero i sacerdoti delle alture, presi qua e là, e li collocarono nei templi delle alture.»[4] (le città che si erano fabbricate divinità proprie erano cinque, come i mariti della samaritana).

## Tradizione orientale
Il Vangelo non menziona il nome della donna e non dice nulla su ciò che fece in seguito. Secondo una tradizione orientale si chiamava Fotina e si convertì al cristianesimo: trasferitasi a Roma con i figli, sarebbe stata martirizzata sotto l'imperatore Nerone. In passato, il martirologio celebrava la sua festa il 20 marzo.

## Nei media
- Il personaggio della samaritana è stato interpretato da Fernanda Montenegro nel film A Vida de Jesus Cristo.